# Renaud Barbaras
Renaud Barbaras [renó barbaras] (* 1955 Paříž) je francouzský filosof, profesor současné filosofie na pařížské Sorbonně. Zabývá se hlavně fenomenologií, dílem M. Merleau-Pontyho, E. Husserla a J. Patočky.

## Život a dílo
Vystudoval filosofii na École normale supérieure v Saint-Cloud, promoval prací o Merleau-Pontym, přednášel na různých univerzitách v USA a v současnosti vede katedru soudobé filosofie na univerzitě Paris I - Sorbonne. Publikoval 11 monografií, řadu článků a překladů z italštiny a portugalštiny.